# Gorgasia preclara
Espèce
Gorgasia preclara, communément nommé Hétérocongre splendide ou Anguille tubicole splendide[réf. nécessaire], est une espèce de poissons anguilliformes de la famille des congridés et un représentant des hétérocongres ou anguille tubicole.

## Distribution et habitat
Gorgasia preclara se rencontre dans les eaux tropicales de la zone Indo-Ouest Pacifique soit des côtes de l'archipel des Maldives à la Papouasie-Nouvelle-Guinée et de l'archipel japonais des Ryukyu pour la limite Nord et les Philippines pour le sud. Ce poisson est présent dans les zones sablonneuses exposées aux courants à une profondeur comprise entre 18 et 75 m mais elle est habituellement observée à une profondeur moyenne de 30 m.

## Description

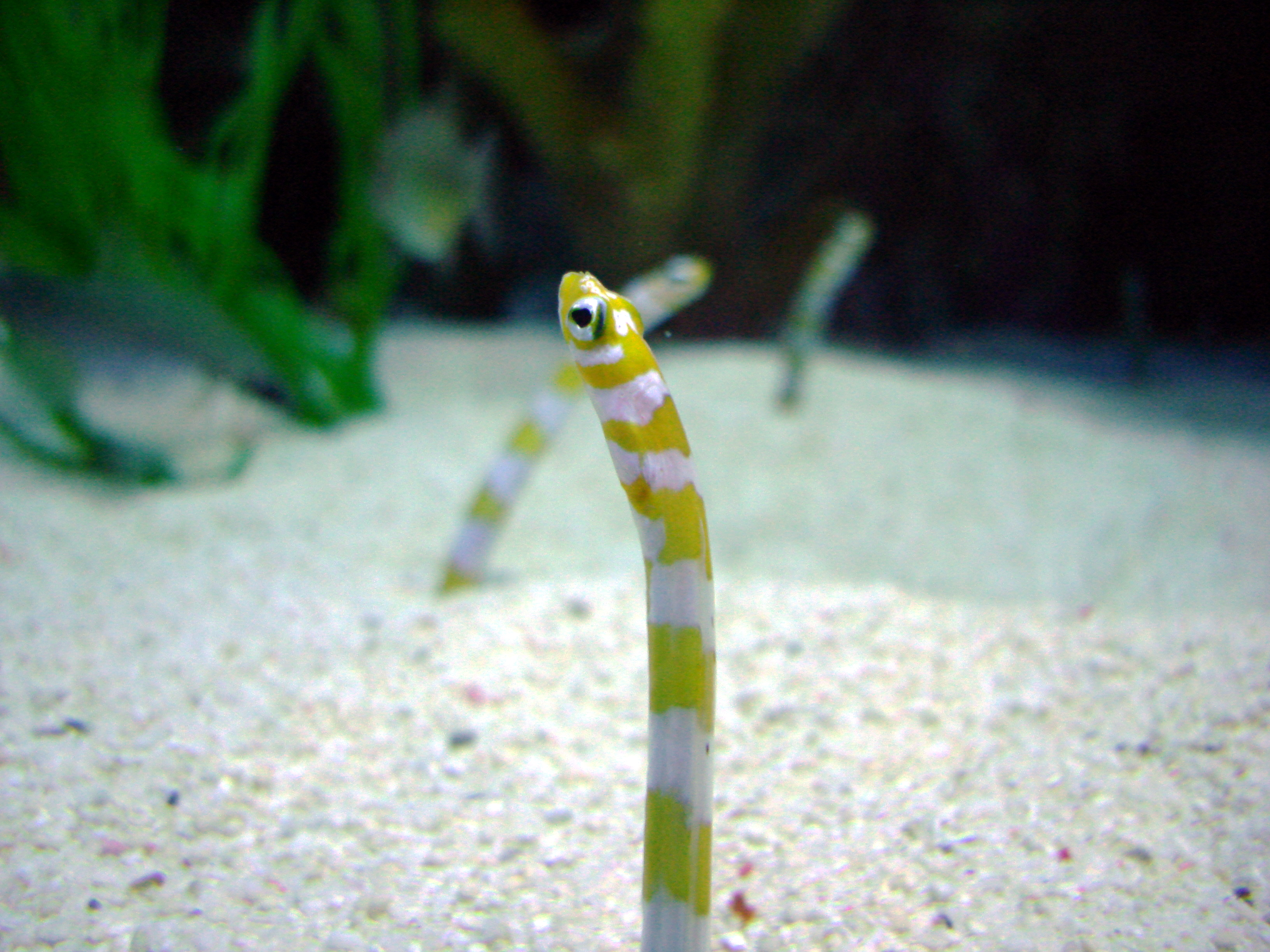
Gorgasia preclara à l'aquarium John G. Shedd, Chicago, États-Unis.

Gorgasia preclara est un poisson de taille moyenne pouvant atteindre 40 cm de long. Son corps circulaire présente un diamètre d'environ 10 mm. Sa coloration est jaune à orange avec des bandes blanches caractéristiques.

## Biologie
Gorgasia preclara vit dans un tube enfoui dans le sable soit en solitaire ou soit en petits groupes, ce poisson se nourrit du plancton dérivant.

## Systématique
Le nom valide complet (avec auteur) de ce taxon est Gorgasia preclara Böhlke (d) & Randall, 1981,.

## Étymologie
Son épithète spécifique, du latin preclara, « magnifique, splendide », fait référence au très beau motif de cette espèce,.

## Publication originale
- (en) J.E. Böhlke et J.E. Randall, « Four new garden eels (Congridae, Heterocongrinae) from the Pacific and Indian oceans », Bulletin of Marine Science, États-Unis, vol. 31, no 2,‎ avril 1981, p. 366-382 (ISSN 1553-6955, lire en ligne, consulté le 6 juillet 2023).